# Novo Teatro Nacional de Tóquio
O Novo Teatro Nacional de Tóquio (新国立劇場, Shin Kokuritsu Gekijō) é o centro nacional do Japão para as artes cénicas, incluindo a ópera, balé, dança contemporânea e o drama teatral. Está situado no distrito especial de Shinjuku, em Tóquio. A sua construção foi concluída em fevereiro de 1997.